# Gran Premio de Malasia de Motociclismo de 1996

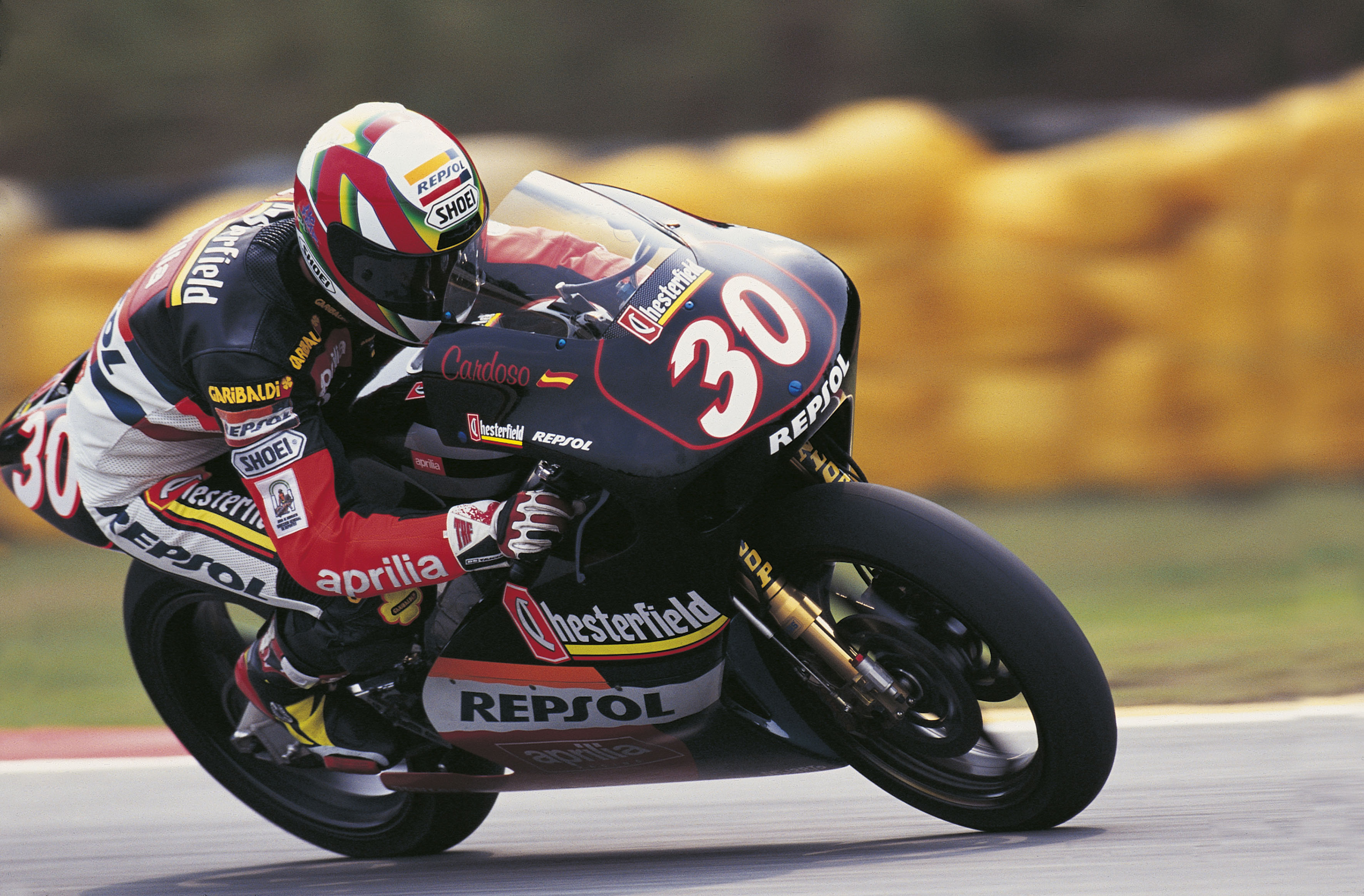
José Luis Cardoso, al volante de su Chesterfield Aprilia en el Gran Premio de Malasia de 1996.

El Gran Premio de Malasia de Motociclismo de 1996 fue la primera prueba del Campeonato del Mundo de Motociclismo de 1996. Tuvo lugar en el fin de semana del 29 al 31 de marzo de 1996 en el Circuito de Shah Alam, situado en Shah Alam, Selangor, Malasia. La carrera de 500cc fue ganada por Luca Cadalora, seguido de Alex Barros y Carlos Checa. Max Biaggi ganó la prueba de 250cc, por delante de Tetsuya Harada y Luis d'Antin. La carrera de 125cc fue ganada por Stefano Perugini, Haruchika Aoki fue segundo y Peter Öttl tercero.

## Resultados 500cc
| Pos. | Piloto              | Constructor   | Tiempo/Retirado | Grilla | Puntos |
| ---- | ------------------- | ------------- | --------------- | ------ | ------ |
| 1    | Luca Cadalora       | Honda         | 47:24.151       | 2      | 25     |
| 2    | Alex Barros         | Honda         | +4.721          | 6      | 20     |
| 3    | Carlos Checa        | Honda         | +14.234         | 10     | 16     |
| 4    | Scott Russell       | Suzuki        | +14.393         | 13     | 13     |
| 5    | Mick Doohan         | Honda         | +25.529         | 3      | 11     |
| 6    | Jean-Michel Bayle   | Yamaha        | +26.233         | 9      | 10     |
| 7    | Alberto Puig        | Honda         | +46.603         | 12     | 9      |
| 8    | Norifumi Abe        | Yamaha        | +47.555         | 7      | 8      |
| 9    | Frédéric Protat     | ROC Yamaha    | +1:25.583       | 14     | 7      |
| 10   | Juan Borja          | Elf 500       | +1:26.515       | 15     | 6      |
| 11   | Sean Emmett         | Harris Yamaha | +1:44.301       | 21     | 5      |
| 12   | Lucio Pedercini     | ROC Yamaha    | +1:57.577       | 18     | 4      |
| 13   | Laurent Naveau      | ROC Yamaha    | +2:02.135       | 23     | 3      |
| 14   | Jeremy McWilliams   | ROC Yamaha    | +2:12.518       | 20     | 2      |
| 15   | James Haydon        | ROC Yamaha    | +1 Vuelta       | 16     | 1      |
| 16   | Jean Pierre Jeandat | Paton         | +1 Vuelta       | 22     |        |
| 17   | Toshiyuki Arakaki   | Harris Yamaha | +2 Vueltas      | 19     |        |
| Ret  | Eugene McManus      | Yamaha        | Retirado        | 25     |        |
| Ret  | Shinichi Itoh       | Honda         | Retirado        | 11     |        |
| Ret  | Tadayuki Okada      | Honda         | Retirado        | 1      |        |
| Ret  | Loris Capirossi     | Yamaha        | Retirado        | 5      |        |
| Ret  | Adrian Bosshard     | Elf 500       | Retirado        | 24     |        |
| Ret  | Àlex Crivillé       | Honda         | Retirado        | 4      |        |
| DNS  | Doriano Romboni     | Aprilia       |                 | 8      |        |
| DNS  | Katsuaki Fujiwara   | Suzuki        |                 | 17     |        |

- Pole Position: Tadayuki Okada, 1:23.987
- Vuelta Rápida: Tadayuki Okada, 1:25.102

## Resultados 250cc
| Pos. | Piloto                   | Constructor | Tiempo/Retirado | Puntos |
| ---- | ------------------------ | ----------- | --------------- | ------ |
| 1    | Max Biaggi               | Aprilia     | 45:06.934       | 25     |
| 2    | Tetsuya Harada           | Yamaha      | +14.745         | 20     |
| 3    | Luis d'Antin             | Honda       | +33.058         | 16     |
| 4    | Olivier Jacque           | Honda       | +37.121         | 13     |
| 5    | Jean-Philippe Ruggia     | Honda       | +39.478         | 11     |
| 6    | Nobuatsu Aoki            | Honda       | +49.988         | 10     |
| 7    | Jürgen Fuchs             | Honda       | +56.860         | 9      |
| 8    | Jurgen van den Goorbergh | Honda       | +1:06.596       | 8      |
| 9    | Luca Boscoscuro          | Aprilia     | +1:15.716       | 7      |
| 10   | Roberto Locatelli        | Aprilia     | +1:15.716       | 6      |
| 11   | Jamie Robinson           | Aprilia     | +1:23.754       | 5      |
| 12   | Takeshi Tsujimura        | Honda       | +1:29.408       | 4      |
| 13   | Cristiano Migliorati     | Honda       | +1 Vuelta       | 3      |
| 14   | Davide Bulega            | Aprilia     | +1 Vuelta       | 2      |
| 15   | Osamu Miyazaki           | Aprilia     | +1 Vuelta       | 1      |
| 16   | Shahrol Yuzy             | Yamaha      | +1 Vuelta       |        |
| 17   | Shahrun Nizam            | Yamaha      | +1 Vuelta       |        |
| Ret  | Cristophe Cogan          | Honda       | Retirado        |        |
| Ret  | Eskil Suter              | Aprilia     | Retirado        |        |
| Ret  | Régis Laconi             | Honda       | Retirado        |        |
| Ret  | Christian Boudinot       | Aprilia     | Retirado        |        |
| Ret  | Yasumasa Hatakeyama      | Honda       | Retirado        |        |
| Ret  | Sebastián Porto          | Aprilia     | Retirado        |        |
| Ret  | Massimo Ottobre          | Aprilia     | Retirado        |        |
| Ret  | José Barresi             | Yamaha      | Retirado        |        |
| Ret  | Gianluigi Scalvini       | Honda       | Retirado        |        |
| Ret  | Sete Gibernau            | Honda       | Retirado        |        |
| Ret  | José Luis Cardoso        | Aprilia     | Retirado        |        |
| Ret  | Meng Heng Kuang          | Yamaha      | Retirado        |        |
| Ret  | Tohru Ukawa              | Honda       | Retirado        |        |
| Ret  | Oliver Petrucciani       | Aprilia     | Retirado        |        |

- Pole Position: Max Biaggi, 1:25.795
- Vuelta Rápida: Max Biaggi, 1:25.994

## Resultados 125cc
| Pos. | Piloto            | Constructor | Tiempo/Retirado | Puntos |
| ---- | ----------------- | ----------- | --------------- | ------ |
| 1    | Stefano Perugini  | Aprilia     | 44:46.542       | 25     |
| 2    | Haruchika Aoki    | Honda       | +0.405          | 20     |
| 3    | Peter Öttl        | Aprilia     | +0.758          | 16     |
| 4    | Masaki Tokudome   | Aprilia     | +0.785          | 13     |
| 5    | Emilio Alzamora   | Honda       | +1.267          | 11     |
| 6    | Valentino Rossi   | Aprilia     | +7.379          | 10     |
| 7    | Tomomi Manako     | Honda       | +7.406          | 9      |
| 8    | Akira Saito       | Honda       | +7.814          | 8      |
| 9    | Noboru Ueda       | Honda       | +18.034         | 7      |
| 10   | Kazuto Sakata     | Aprilia     | +35.742         | 6      |
| 11   | Frédéric Petit    | Honda       | +39.738         | 5      |
| 12   | Garry McCoy       | Aprilia     | +39.812         | 4      |
| 13   | Andrea Ballerini  | Aprilia     | +57.770         | 3      |
| 14   | Jaroslav Huleš    | Honda       | +1:10.237       | 2      |
| 15   | Paolo Tessari     | Honda       | +1:10.772       | 1      |
| 16   | Ivan Goi          | Honda       | +1:12.419       |        |
| 17   | Stefano Cruciani  | Aprilia     | +1:34.951       |        |
| 18   | Loek Bodelier     | Honda       | +1 Vuelta       |        |
| 19   | Josep Sarda       | Honda       | +1 Vuelta       |        |
| 20   | Yau Chuen Tang    | Yamaha      | +2 Vueltas      |        |
| Ret  | Lucio Cecchinello | Honda       | Retirado        |        |
| Ret  | Darren Barton     | Aprilia     | Retirado        |        |
| Ret  | Manfred Geissler  | Aprilia     | Retirado        |        |
| Ret  | Yoshiaki Katoh    | Yamaha      | Retirado        |        |
| Ret  | David de Gea      | Honda       | Retirado        |        |
| Ret  | Ángel Nieto Jr    | Aprilia     | Retirado        |        |
| Ret  | Youichi Ui        | Yamaha      | Retirado        |        |
| Ret  | Dirk Raudies      | Honda       | Retirado        |        |
| Ret  | Chow Yan Kit      | Yamaha      | Retirado        |        |
| Ret  | Chau Chee Hou     | Yamaha      | Retirado        |        |
| Ret  | Yasir Said        | Yamaha      | Retirado        |        |
| Ret  | Jorge Martínez    | Aprilia     | Retirado        |        |
| Ret  | Gabriele Debbia   | Yamaha      | Retirado        |        |

- Pole Position: Kazuto Sakata, 1:31.285
- Vuelta Rápida: Emilio Alzamora, 1:31.594